# Masseilles
Masseilles település Franciaországban, Gironde megyében. Lakosainak száma 137 fő (2022. január 1.). Masseilles Cauvignac, Grignols, Marions és Sillas községekkel határos.

## Népesség
A település népességének változása:
| Lakosok száma | 171  | 152  | 138  | 121  | 145  | 151  | 145  | 142  | 140  | 137  |
|               | 1968 | 1982 | 1990 | 2006 | 2013 | 2015 | 2017 | 2019 | 2020 | 2022 |